# Бараневич Леонід Петрович
Леоні́д Петро́вич Баране́вич (нар. 1880, с. Радівці, Летичівський повіт Подільська губернія — н/д) — полковник Армії УНР.

## Життєпис
Народився в с. Радівці Летичівського повіту Подільської губернії. 
Станом на 1 січня 1910 р. — штабс-капітан 9-го стрілецького полку (Жмеринка), у складі якого брав участь у Першій світовій війні. Кавалер ордену Святого Георгія IV ступеня (за бій 23 травня 1915 р.) та Георгіївської зброї (за бій 17 серпня 1914 р.). Останнє звання у російській армії — полковник.
У 1918 р. — помічник командира 10-го пішого Липовецького полку Армії Української Держави. У 1920—1921 рр. служив у 1-й Запорізькій дивізії Армії УНР. Інвалід (не мав лівої ноги). Подальша доля невідома.